# 직감2 ~놓친 물고기는 더 커!~
직감2 ~놓친 물고기는 더 커!~(直感2 〜逃した魚は大きいぞ!〜)는 2005년 11월 9일에 발매된 모닝구무스메의 스물여덟 번째 싱글이다.

## 개요
- 6번째 정규 앨범 사랑의 제6감에 수록된 "직감 ~경우에 따라서 사랑은~"을 리메이크한 싱글.

- 코러스는 세븐 하우스의 전 멤버 오구와 층쿠♂가 담당하였다.

- 자켓 사진은 휴대 전화 버튼처럼 디자인 되어있으며, 뒤쪽은 안테나 감도처럼 멤버들이 신장순으로 서있다. 순서는 다나카→다카하시→니이가키→오가와→콘노→후지모토→카메이→쿠스미→미치시게→요시자와.

## 수록곡
1. 直感2 ~逃した魚は大きいぞ!~
작사, 작곡: 층쿠 / 편곡: 스즈키 슌스케
2. 恋は発想 Do The Hustle!
작사, 작곡: 층쿠 / 편곡: 스즈키Daichi히데유키
3. 直感2 ~逃した魚は大きいぞ!~ (Instrumental)

## 참여 뮤지션
※괄호는 트랙 번호
- 스즈키 슌스케 - 전 악기(1), 시타르 (2)
- 이이다 히로시 - 아타리가네[1] & 시메다이코,[2] 퍼커션 (2)
- 오구 - 코러스, 나가도다이코 (1)
- 층쿠♂ - 코러스 (1)
- 스즈키Daichi히데유키 - 프로그래밍, 기타 (2)
- CHNO - 코러스 (2)
- 다케우치 히로아키 - 코러스 (2)

## 차트
- 주간최고순위 4위 (오리콘 차트)